# Zonplaneetoverbrenging
Het zonplaneetoverbrenging (Engels: Sun and planet gear) is een methode om heen en weer gaande beweging om te zetten in roterende beweging en werd voor het eerst gebruikt in de stoommachine van de "Whitbread brewery" in Londen.

zonplaneetoverbrenging animatie

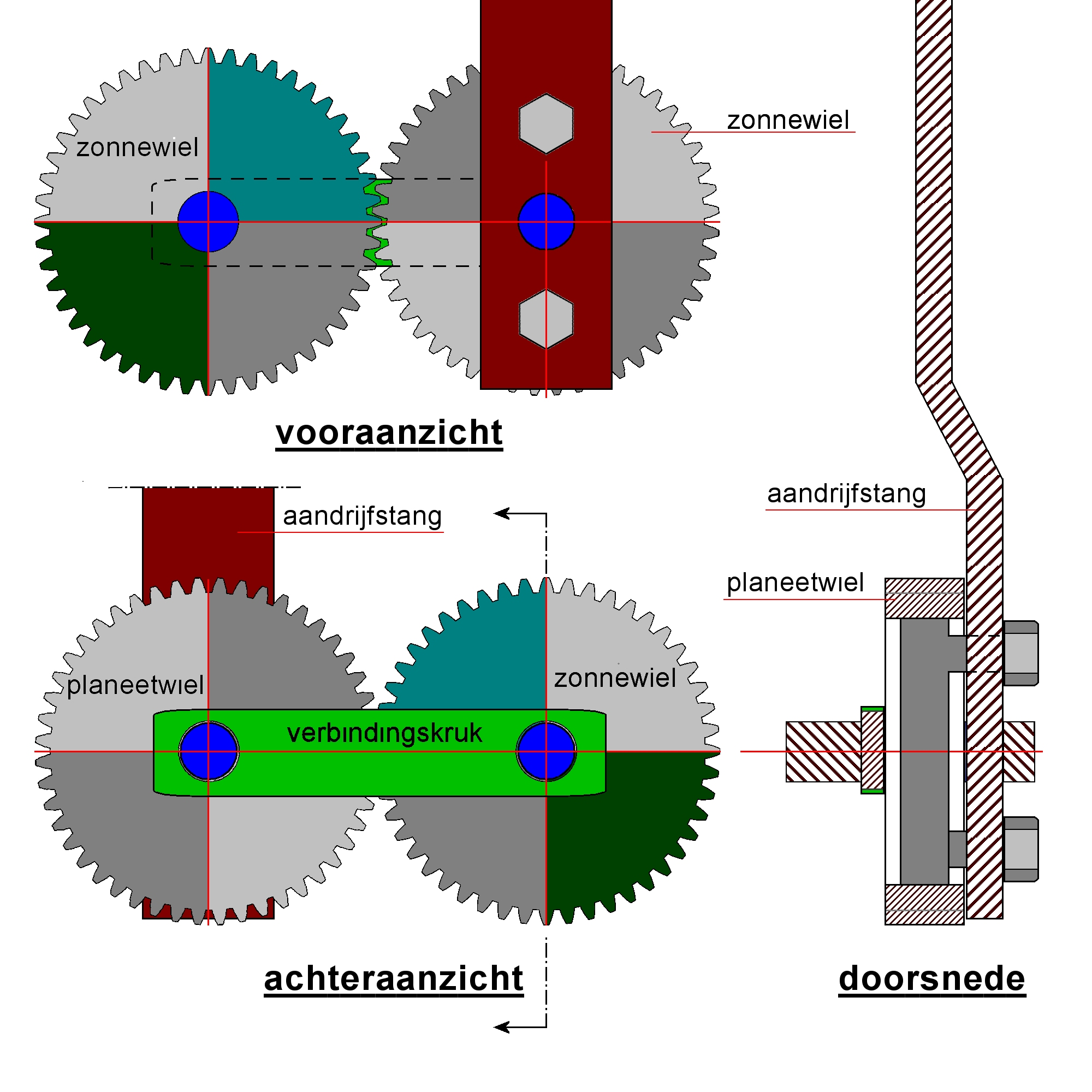
Zonplaneetoverbrenginging schema

Meccano zonplaneetoverbrenging animatie

## Historie
Toen James Watt patent wilde aanvragen op zijn nieuwe stoommachine (1781) werd hij gehinderd doordat James Pickard een patent had verkregen op de uitvinding van de krukas door Matthew Wasborough. Watt beschuldigde Wasborough ervan het idee van hem te hebben gestolen. De Schotse ingenieur William Murdoch, die in dienst was van de firma Boulton and Watt, ontwierp de zonplaneetoverbrenging. Watt bedacht zelf ook een aantal mogelijke ontwerpen maar koos toch voor de methode van Murdoch omdat die geheel uitgewerkt was en eenvoudig te vervaardigen. Murdoch was een eminent maar bescheiden geleerde, hij was niet ambitieus en bleef liever op de achtergrond.
James Watt verkreeg in 1781 patent op 5 ontwerpen voor een overbrenging en met de overbrenging van Murdoch omzeilde hij het patent van de krukas van James Pickard waarmee hij niet tot overeenstemming kon komen.
De zonplaneetwiel werd voor het eerst toegepast in de stoommachine van in die tijd de grootste brouwerij ter wereld, de Whitbread Brewery in Londen.

## Techniek
In deze overbrenging is het planeetwiel vast bevestigd aan de aandrijfstang en kan dus niet draaien om de eigen as. Het planeetwiel drijft het zonnewiel aan, het systeem kan worden beschouwd als een systeem dat gebruik maakt van wrijving om door de beweging van het planeetwiel rond het zonnewiel dat aan te drijven. De tanden geven een ruwheid die een zeer grote wrijving veroorzaakt.
Het zonnewiel en het planeetwiel hebben een gelijke diameter, omdat de draaicirkel van het planeetwiel 2 maal de diameter van het zonnewiel is wordt het zonnewiel met een versnelling van 2 maal (2:1) aangedreven. De assen van het zonnewiel en het planeetwiel zijn gekoppeld door een vrij om de assen roterende kruk die er voor zorgt dat de wielen altijd contact houden, deze draagt niet bij aan het aandrijfkoppel. (Dat is ook niet mogelijk is omdat het zonnewiel tweemaal sneller om zijn as draait dan het planeetwiel.)
Op deze wijze werd het patent op de krukas van Pickard omzeild.
Het systeem heeft een flink vliegwiel nodig omdat er bij het planeetwiel in de hoogste en laagste positie twee absoluut dode punten zijn.
Het verschil met een planeetwielmechanisme is dat zonplaneetoverbrenging is bedoeld om een rechtlijnig beweging om te zetten in een roterende,
het planeetwielmechanisme is bedoeld als mechanisme om de snelheid van een rotatie te veranderen.

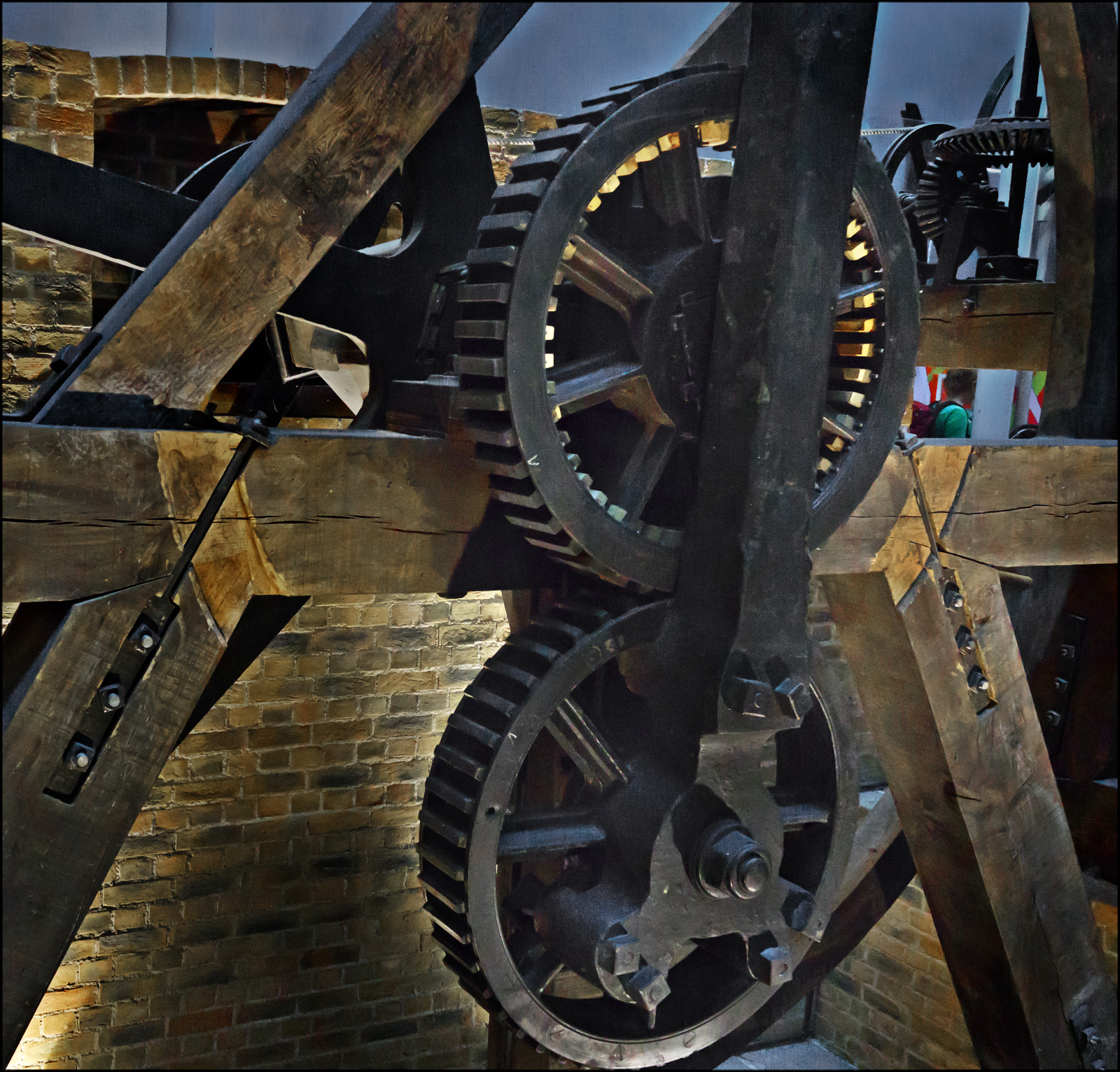
Sun and Planet Gearing System
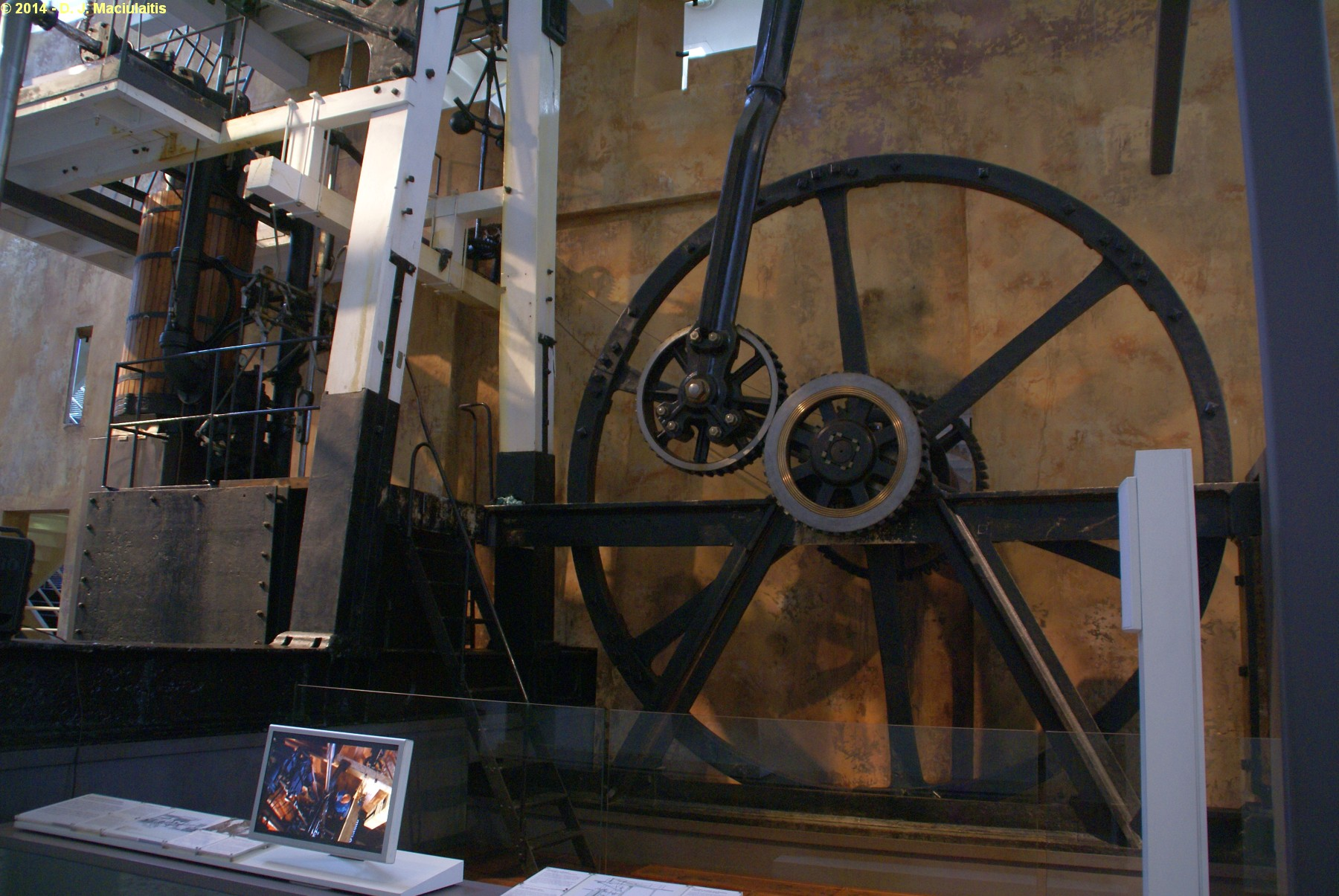
Originele Boulton & Watt stoommachine in het Powerhouse Museum in Sydney.
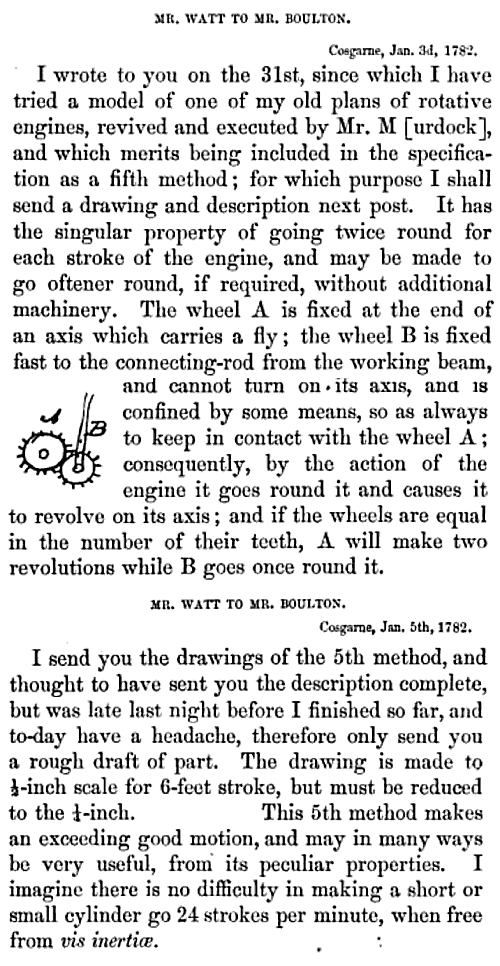
Brieven van Watt aan Boulton.

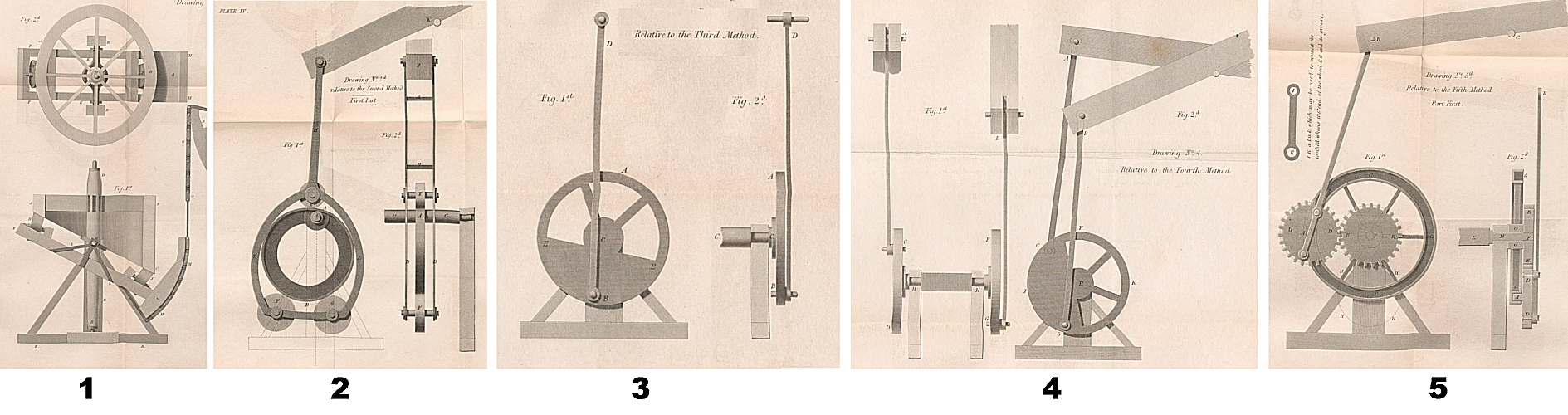
Patent 1781 James Watt 5 oplossingen

## Trivia
- De Whitbread stoommachine staat op het bankbiljet van £ 50 van de Bank of England (2011), samen met Matthew Boulton, James Watt en de Soho Manufactory.
- Al in 1887 werd machine afgebroken en naar het Powerhouse Museum in Sydney overgebracht en is daar operationeel te zien, link.